# Мейер, Поль
Поль Мейе́р (фр. Paul Meyer; род. 5 марта 1965, Мюлуз) — французский кларнетист и дирижёр.

## Биография
Образование получил в Парижской консерватории и Высшей школе музыки в Базеле (Швейцария). В тринадцать лет он впервые выступил с Рейнским симфоническим оркестром. Карьеру концертирующего солиста Мейер начал после 2 места на конкурсе молодых музыкантов «Евровидение-1982» и и победы на престижном конкурсе молодых классических музыкантов в Нью-Йорке в 1984 году.
Мейер — один из самых известных современных кларнетистов. Он сотрудничает с крупнейшими оркестрами: Национальным оркестром Франции, оркестром Концертгебау, оркестром BBC Philharmonic, филармоническими оркестрами Берлина, Дрездена, Страсбура, Монте-Карло и другими коллективами, в том числе с оркестром «Виртуозы Москвы». Он также исполняет большое количество камерной музыки. Среди музыкантов, с которыми он работает — Франсуа Рене Дюшабль, Эрик Лесаж, Юрий Башмет, Жерар Коссе, Гидон Кремер, Йо-Йо Ма, Владимир Спиваков, Табеа Циммерман, Эмманюэль Паю, струнные квартеты Кармина, Мелос, Эмерсон и многие другие. Ряд камерных сочинений Мейер исполнил с Исааком Стерном, Жаном Пьером Рампалем, Мстиславом Ростроповичем.

## Репертуар
Основу репертуара Мейера составляют произведения композиторов-классицистов и романтиков, также он активно участвует в исполнении сочинений современных авторов — он был одним из первых исполнителей концертов Кшиштофа Пендерецкого на фестивале в Бад-Киссингене, Герда Кюра на Зальцбургском фестивале, Джеймса МакМиллана в Глазго. Посвящённую ему композицию Лучано Берио «Alternatim» Мейер с успехом исполнял в Берлине, Париже, Риме, Токио, Зальцбурге и Нью-Йорке. В 2000 году состоялись две мировые премьеры сочинений, в исполнении которых принимал участие Мейер: в Париже был впервые исполнен Концерт Майкла Джаррелла, а в Зальцбурге — Квинтет для кларнета и фортепианного квартета Кшиштофа Пендерецкого (совместно с Мстиславом Ростроповичем, Юрием Башметом, Юлианом Рахлиным и Дмитрием Алексеевым).
Мейер часто выступает как дирижёр с оркестром Французского радио, филармоническими оркестрами Бордо, Ниццы, Тулузы, камерными оркестрами Штутгарта, Мюнхена, Женевы, Праги, Белграда, Бильбао, Тайбэя.

## Дискография
Дискография Мейера весьма обширна и включает в себя записи сочинений Вебера, Копленда, Бузони, Кроммера, Плейеля, Брамса, Шумана, Бернстайна, Арнолда, Пьяццолы и Пуленка, сделанные на разных звукозаписывающих фирмах. Его диски часто получают различные награды в области классической музыки (премии «Золотой камертон», «Музыкальное откровение», «Victoires de la Musique» за 1999 год). Среди недавно появившихся записей следует отметить «Квартет на конец света» Мессиана, Камерный концерт Хартмана, сборник сочинений Брамса и камерной музыки совместно с Эмманюэлем Паю, а также первый «дирижёрский» диск Мейера.